# Ставудин
Ставудин (d4T) — синтетичний противірусний препарат з групи нуклеозидних інгібіторів зворотньої транскриптази для прийому всередину. Ставудин уперше синтезований у 60-х роках ХХ століття американським ученим Джеромом Горвіцем, а уперше антиретровірусні властивості ставудину показані дослідницькою групою Левенського католицького університету в Бельгії. Ставудин застосовується у клінічній практиці з 1994 року.

## Фармакологічні властивості
Ставудин — синтетичний противірусний препарат з групи нуклеозидних інгібіторів зворотньої транскриптази. Механізм дії препарату полягає в утворенні активного метаболіту — ставудину трифосфату, що інгібує фермент ВІЛ — зворотню транскриптазу — та спричинює розрив ланцюга вірусної ДНК шляхом термінації її ланцюга. Ставудин активний виключно до вірусу імунодефіциту людини І та ІІ типу.

### Фармакокінетика
Ставудин при прийомі всередину швидко всмоктується, максимальна концентрація в крові досягається протягом 1 год. Біодоступність препарату складає в середньому 86 %. В клітинах ставудин фосфорилюється до активного метаболіту — ставудину трифосфату, що має подовжений час напіввиведення (більше 3,5 год.) з клітин. Препарат проникає через гематоенцефалічний бар'єр. Ставудин проникає через плацентарний бар'єр та виділяється в грудне молоко. Метаболлізм препарату до кінця не вивчений, імовірно ставудин частково метаболізується за допомогою ендогенних механізмів. Ставудин виводиться з організму переважно нирками у незміненому вигляді, частково — у вигляді метаболітів. Період напіввиведення ставудину складає 1,7-3,5 годин, цей час може зростати при нирковій недостатності.

## Показання до застосування
Ставудин застосовують у складі комбінованої терапії для лікування ВІЛ-інфекції у дорослих та дітей. Монотерапію препаратом не проводять у зв'язку з швидким розвитком резистентності ВІЛ до препарату.

## Побічна дія
При застосуванні ставудину можливі наступні побічні ефекти:
- Алергічні реакції — часто (1—10 %) висипання на шкірі, свербіж шкіри; нечасто (0,1—1 %) кропив'янка, гарячка.
- З боку травної системи — часто (1—10 %) нудота, діарея, біль в животі; нечасто (0,1—1 %) жовтяниця, гепатит, сухість у роті, зниження апетиту; рідко (0,01—0,1 %) блювання, панкреатит (при монотерапії ставудином у 2—3 % випадків, часто з летальними наслідками, при комбінованому застосуванні до 1 %), стеатоз печінки, виразковий езофагіт; дуже рідко (менше 0,01 %) печінкова недостатність.
- З боку нервової системи — часто (1—10 %) головний біль, порушення сну, парестезії, периферичні нейропатії, сонливість, запаморочення, порушення мислення, депресія; нечасто (0,1—1 %) тривога, емоційна лабільність, рухова слабість (найчастіше при супутньому лактатацидозі).
- З боку опорно-рухового апарату — нечасто (0,1—1 %) артралгії, міалгії; у окремих випадках при застосуванні комбінованої терапії — остеонекроз.
- Інші побічні ефекти — часто (1—10 %) ліподистрофія та ліпоатрофія; нечасто (0,1—1 %) лактатацидоз, гінекомастія; рідко (0,01—0,1 %) цукровий діабет; дуже рідко (менше 0,01 %) лімфаденопатія.
- Зміни в лабораторних аналізах — нечасто підвищення активності амінотрансфераз, ліпази в крові; рідко гіперглікемія, анемія; дуже рідко лімфопенія, тромбоцитопенія, нейтропенія, макроцитоз.

Під час проведення комбінованої антиретровірусної терапії у хворих зростає ймовірність лактатацидозу та гепатонекрозу. При проведенні ВААРТ у хворих зростає ймовірність розвитку серцево-судинних ускладнень, гіперглікемії та гіперлактемії. Під час проведення ВААРТ зростає ймовірність синдрому відновлення імунної системи із загостренням латентних ВІЛ-інфекцій.

## Протипоказання
Ставудин протипоказаний при підвищеній чутливості до препарату, периферичних нейропатіях, важких порушеннях функції печінки, годуванні грудьми, дітям до 3 місяців.

## Форми випуску
Ставудин випускається у вигляді желатинових капсул по 15, 20, 30 та 40 мг та 1 % розчину для приймання всередину по 200 мл.